# 古德霍普 (密西西比州利克縣)
古德霍普（英語：Good Hope）是位於美國密西西比州利克縣的非建制地區。

## 歷史
古德霍普的郵局於1854年設立，其後於1907年停運。此地於1900年時有100人。

## 地理
古德霍普所處的海拔為高於海平面114米（即374英呎），而該地所採用的時區為UTC-6，即北美中部時區（CST）。同時該地設有夏令時間，為UTC-6調快一小時，即UTC-5（CDT）。